# Empyreuma anassa
Empyreuma anassa är en fjärilsart som beskrevs av Forbes 1917. Empyreuma anassa ingår i släktet Empyreuma och familjen björnspinnare. Inga underarter finns listade i Catalogue of Life.